# World Series 1910
Die World Series 1910 war die siebte Ausgabe der World Series, den Finals der Major League Baseball (MLB).
Sie wurden vom 17. Oktober bis zum 23. Oktober 1910 zum Abschluss der MLB-Saison 1910 zwischen dem Gewinner der American League, den Philadelphia Athletics und dem Gewinner der National League, den Chicago Cubs, ausgetragen. Siegreiches Franchise waren die Philadelphia Athletics mit 4:1 Siegen.
Für die Athletics war es nach 1905 die zweite Finalteilnahme und, nachdem man fünf Jahre zuvor den New York Giants unterlegen war, der erste Titelgewinn der Teamgeschichte. Geführt wurden die A’s wie auch schon 1905 vom Manager und späterem Hall of Famer Connie Mack.

## Übersicht der Spiele

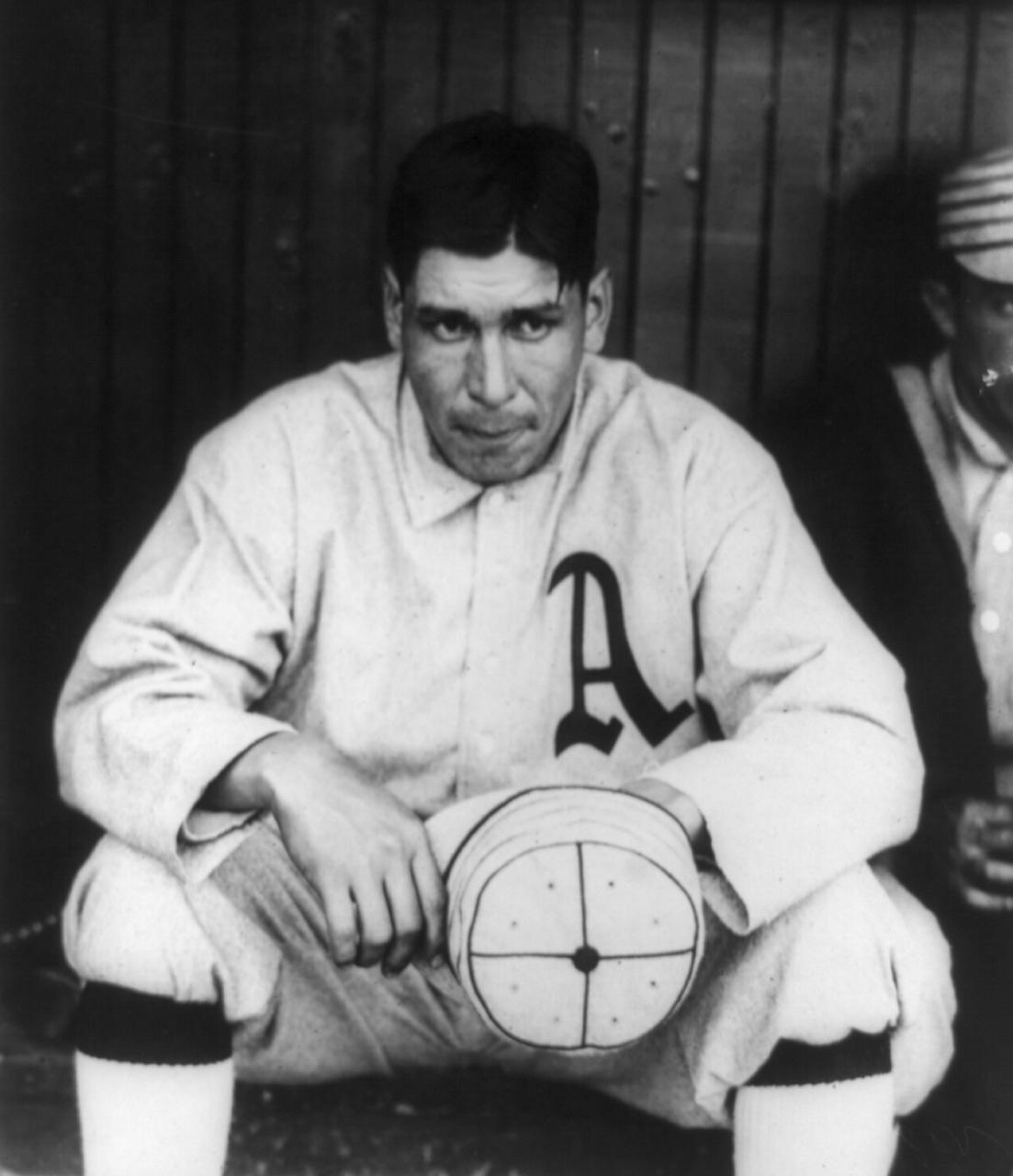
Charles Albert „Chief“ Bender, Winning Pitcher der A’s in Spiel 1

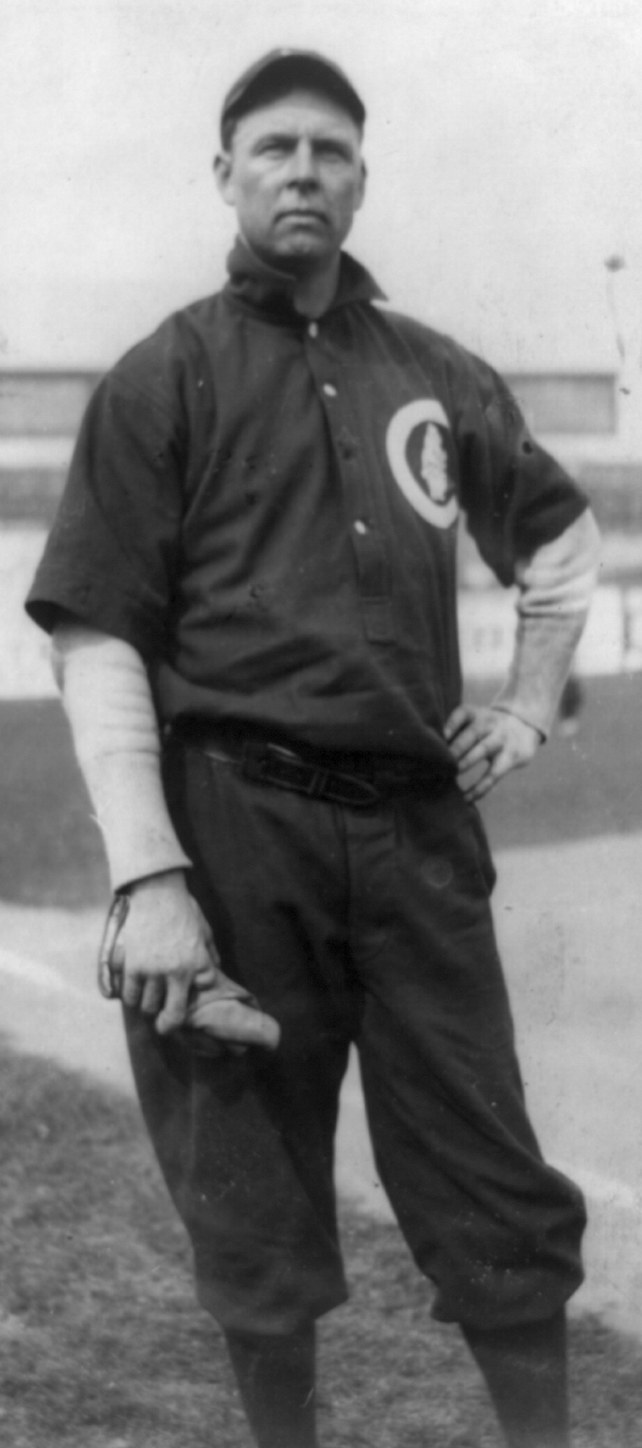
„Three Finger“ Brown, Star-Pitcher der Cubs, beendete die Serie mit einem Win in Spiel 4 und je einem Loss in Spiel 2 und 5

| Spiel                                             | Datum            | Gast                   | Ergebnis | Heim                   | Gesamtstand CHC–PHA | Ort               | Spielzeit | Zuschauer | Box   |
| ------------------------------------------------- | ---------------- | ---------------------- | -------- | ---------------------- | ------------------- | ----------------- | --------- | --------- | ----- |
| Spiel 1                                           | 17. Oktober 1910 | Chicago Cubs           | 1–4      | Philadelphia Athletics | 0–1                 | Shibe Park        | 1:54      | 26.891    | [ 1 ] |
| Spiel 2                                           | 18. Oktober 1910 | Chicago Cubs           | 3–9      | Philadelphia Athletics | 0–2                 | Shibe Park        | 2:25      | 24.597    | [ 2 ] |
| Spiel 3                                           | 20. Oktober 1910 | Philadelphia Athletics | 12–5     | Chicago Cubs           | 0–3                 | West Side Grounds | 2:07      | 2.6210    | [ 3 ] |
| Spiel 4                                           | 22. Oktober 1910 | Philadelphia Athletics | 3–4      | Chicago Cubs           | 1–3                 | West Side Grounds | 2:14      | 19.150    | [ 4 ] |
| Spiel 5                                           | 23. Oktober 1910 | Philadelphia Athletics | 7–2      | Chicago Cubs           | 1–4                 | West Side Grounds | 2:06      | 27.374    | [ 5 ] |
| Die Philadelphia Athletics gewinnen die Serie 4-1 |                  |                        |          |                        |                     |                   |           |           |       |

### Spiel 1
Montag, der 17. Oktober 1910 im Shibe Park in Philadelphia, Pennsylvania
| Team         | 1 | 2 | 3 | 4 | 5 | 6 | 7 | 8 | 9 | R | H | E |
| ------------ | - | - | - | - | - | - | - | - | - | - | - | - |
| Chicago      | 0 | 0 | 0 | 0 | 0 | 0 | 0 | 0 | 1 | 1 | 3 | 1 |
| Philadelphia | 0 | 2 | 1 | 0 | 0 | 0 | 0 | 1 | X | 4 | 7 | 2 |

WP: Chief Bender (1–0)   LP: Orval Overall (0–1)  

### Spiel 2
Dienstag, der 18. Oktober 1910 im Shibe Park in Philadelphia, Pennsylvania
| Team         | 1 | 2 | 3 | 4 | 5 | 6 | 7 | 8 | 9 | R | H  | E |
| ------------ | - | - | - | - | - | - | - | - | - | - | -- | - |
| Chicago      | 1 | 0 | 0 | 0 | 0 | 0 | 1 | 0 | 1 | 3 | 8  | 3 |
| Philadelphia | 0 | 0 | 2 | 0 | 1 | 0 | 6 | 0 | X | 9 | 14 | 4 |

WP: Jack Coombs (1–0)   LP: Mordecai Brown (0–1)  

### Spiel 3
Donnerstag, der 20. Oktober 1910 im West Side Grounds in Chicago, Illinois
| Team         | 1 | 2 | 3 | 4 | 5 | 6 | 7 | 8 | 9 | R  | H  | E |
| ------------ | - | - | - | - | - | - | - | - | - | -- | -- | - |
| Philadelphia | 1 | 2 | 5 | 0 | 0 | 0 | 4 | 0 | 0 | 12 | 16 | 0 |
| Chicago      | 1 | 2 | 0 | 0 | 0 | 0 | 0 | 2 | 0 | 5  | 7  | 2 |

WP: Jack Coombs (2–0)   LP: Harry McIntire (0–1)  

### Spiel 4
Samstag, der 22. Oktober 1910 im West Side Grounds in Chicago, Illinois
| Team         | 1 | 2 | 3 | 4 | 5 | 6 | 7 | 8 | 9 | 10 | R | H  | E |
| ------------ | - | - | - | - | - | - | - | - | - | -- | - | -- | - |
| Philadelphia | 0 | 0 | 1 | 2 | 0 | 0 | 0 | 0 | 0 | 0  | 3 | 11 | 2 |
| Chicago      | 1 | 0 | 0 | 1 | 0 | 0 | 0 | 0 | 1 | 1  | 4 | 10 | 1 |

WP: Mordecai Brown (1–1)   LP: Chief Bender (1–1)  

### Spiel 5
Sonntag, der 23. Oktober 1910 im West Side Grounds in Chicago, Illinois
| Team         | 1 | 2 | 3 | 4 | 5 | 6 | 7 | 8 | 9 | R | H | E |
| ------------ | - | - | - | - | - | - | - | - | - | - | - | - |
| Philadelphia | 1 | 0 | 0 | 0 | 1 | 0 | 0 | 5 | 0 | 7 | 9 | 1 |
| Chicago      | 0 | 1 | 0 | 0 | 0 | 0 | 0 | 1 | 0 | 2 | 9 | 2 |

WP: Jack Coombs (3–0)   LP: Mordecai Brown (1–2)  